# Kohlgartenstiftung
Die gemeinnützige Kohlgartenstiftung gehört zu den ältesten allgemeinen Stiftungen in Nordrhein-Westfalen (NRW). Das Anerkennungsdatum ist der 15. September 1884. Die Wurzeln der Stiftung reichen zurück auf ein „Haus am Kohlgarten“ in der von Detmar Muhler um 1610 erstellten ältesten Stadtansicht von Dortmund. Das Kohlgartenstift wurde um 1800 als Institution zur Altersversorgung unverheiratet gebliebener evangelischer Bürgertöchter erwähnt.
Die Kohlgartenstiftung ist unter dem Aktenzeichen 21.13.01-029 im Stiftungsverzeichnis des Landes NRW eingetragen und unterliegt der Stiftungsaufsicht bei der Bezirksregierung Arnsberg. Der Sitz ist Dortmund, die Organisationsanschrift liegt im evangelischen Wohlfahrtsverband Diakonisches Werk Dortmund und Lünen. Die jährliche Rechnungslegung und -prüfung erfolgt im Haushalt der Stadt Dortmund, „Sonderhaushalt Kohlgartenstiftung“.

## Stiftungszweck und Stiftungserlöse
Die Stiftungszwecke sind heute allgemein in den Kategorien „Kinder-/Jugendhilfe; Waisen; Mildtätige Zwecke; Soziales - allgemein“ festgelegt. Gemäß der Satzung vom 21. Februar 1986 ist die Kohlgartenstiftung eine selbstständige Stiftung bürgerlichen Rechts. Sie hat zum einen den Zweck, alleinstehenden (unverheirateten, verwitweten oder geschiedenen), unterstützungswürdigen, bedürftigen, evangelischen Dortmunder Bürgerinnen einmalige Beihilfen in besonderen Lebenslagen zu gewähren. Stiftungserlöse werden aus der Grundstücksverpachtung für die Kleingartennutzung, Dauerkleingartenanlage an der Tewaag-/Kohlgartenstraße, sowie Finanzanlagen erzielt.